# Józef Kafel
Józef Kafel (ur. 1 marca 1959 w Strzelinie) – polski żużlowiec i trener sportu żużlowego.
Licencję żużlową zdobył w 1976 roku. Przez całą sportową karierę (do 1991 r.) reprezentował barwy klubu "Włókniarz" Częstochowa. W latach 1977 i 1978 dwukrotnie zdobył brązowe medale drużynowych mistrzostw Polski. Dwa razy startował w finałach mistrzostwa Polski par klubowych (Gniezno 1979 – VI m., Gorzów Wielkopolski 1982 – VIII m.), był również finalistą młodzieżowych drużynowych mistrzostw Polski (1978 – IV m.).
Największym indywidualnym sukcesem Józefa Kafla było zdobycie w 1979 r. w Częstochowie "Brązowego Kasku". Oprócz tego dwukrotnie zakwalifikował się do finałów młodzieżowych indywidualnych mistrzostw Polski (Leszno 1979 – XVI m., Zielona Góra 1981 – XI m.), był również finalistą indywidualne mistrzostw Polski (Toruń 1987 – IX m.). W 1986 r. zajął XI m. w klasyfikacji końcowej turnieju o "Złoty Kask", natomiast w 1987 r. zajął IV m. w rozegranym w Gnieźnie Pucharze Polski. Trzykrotnie stawał na podium memoriałów im. Bronisława Idzikowskiego i Marka Czernego w Częstochowie (1978 – II m., 1979 i 1986 – III m.). W 1981 r. wystąpił w reprezentacji Polski B podczas finału mistrzostwa świata par, rozegranego w Chorzowie (druga drużyna Polski zastąpiła w tym turnieju reprezentację Niemiec z powodu wypadku, jakiemu ulegli niemieccy zawodnicy).
Po zakończeniu kariery żużlowej zajmował się szkoleniem, pełnił m.in. funkcję trenera we "Włókniarzu" Częstochowa.